# Усачёв, Михаил Петрович
Михаи́л Петро́вич Усачёв (Усачо́в) (1754 — 1819) — военный юрист Российской империи, член Генерал-аудиториата, исправляющий должность генерал-аудитора, генерал-майор.

## Биография
Усачёв родился в 1754 году. Поступив в 1770 году на военную службу, произведён в офицеры в 1781 году. С 1789 года Усачёв служил в Военной коллегии на военно-судебных должностях — сначала в качестве обер-аудитора, а затем (на 1796 год) генерал-аудитор-лейтенанта; в это время он был произведён в секунд-майоры.
Переименованный в царствование Павла I в гражданский чин военного советника, Усачёв был назначен членом вновь учреждённого высшего военно-судебного установления — Генерал-аудиториата и 12 декабря 1799 года пожалован орденом Святой Анны 2-й степени. При реорганизации Генерал-аудиториата на основании закона от 8 сентября 1805 года в высшее государственное учреждение, подотчётное только императору и Сенату, Усачёв был переименован в генерал-майоры (со старшинством с 1 января 1806 года) и занял вакансию члена Генерал-аудиториата от сухопутной армии.
27 января 1812 году Генерал-аудиториат был упразднён с учреждением вместо него Аудиториатского департамента в составе Военного министерства, и Усачёв стал членом Аудиториатского департамента, а в следующем году был назначен товарищем директора департамента — генерал-аудитора С. Ф. Панова. 16 марта 1816 года С. Ф. Панов был уволен от службы, и на Усачёва было возложено исправление должности генерал-аудитора. Оставаясь во главе Аудиториатского департамента до конца жизни и получив за свою службу орден Святого Владимира 3-й степени, Усачёв скончался в Санкт-Петербурге 3 апреля 1819 года и был похоронен на Смоленском православном кладбище.